# Крохина, Людмила Васильевна
Людмила Васильевна Крохина (10 января 1954, Москва) — советская гребчиха, бронзовый призёр Олимпийских игр 1976 года в классе женских распашных четверках с рулевой.